# Руокосалонсаарі
Руокосалонса́рі (рос. Руокосалонсари, карел. Ruokosalonsaari) — невеликий острів у Ладозькому озері. Належить до групи Західних Ладозьких шхер. Територіально належить до Лахденпохського району Карелії, Росія.
Довжина 1,5 км, ширина 0,7 км.
Острів розташований на схід від півострова Калксало та на південь від острова Кярпясенсарі. Острів витягнутий із заходу на схід. Окрім південно-східної частини вкритий лісами.
| Росія | Це незавершена стаття з географії Росії. Ви можете допомогти проєкту, виправивши або дописавши її. |